# 24935 Ґодфрігарді
24935 Ґодфрігарді (24935 Godfreyhardy) — астероїд головного поясу, відкритий 28 квітня 1997 року.
Тіссеранів параметр щодо Юпітера — 3,442.